# Skyrock.com
Skyrock.com is een sociale netwerksite die een blog en profielpagina ter beschikking stelt van zijn gebruikers.

## Geschiedenis
Skyrock.com is ontstaan uit de blogsite Skyblog.com die radiomaker Pierre Bellanger in 2002 stichtte en vooral aansloeg bij het jonge Franstalige publiek. In mei 2007 nam Skyrock.com afstand van de naam Skyblog en veranderde het van blogplatform in sociaal netwerk met wereldwijd 14 taal-versies. Op 16 juni 2023 kondigde het Skyrock-team de definitieve sluiting van het sociale netwerk aan om te voldoen aan de wetgeving inzake persoonlijke gegevens, via een artikel dat op hun officiële blog werd gepubliceerd.

## Features

### Blog
De blogs, historisch gezien de hoofdfunctie van deze sociale netwerksite, hebben een eigen startpagina, waar elke week een selectie van 9 blogs, de ‘’Blog Stars’’, wordt uitgelicht.
De blogs zijn personaliseerbaar en kunnen naast een onbeperkt aantal berichten, ook foto’s, video’s en widgets bevatten.
Op 22 september 2008 waren zo’n 18 miljoen blogs actief, samen goed voor meer dan 600 miljoen berichten.
Voor muziekgroepen en onafhankelijke artiesten is er ook de Music Blog, waar de gebruiker 4 liedjes in MP3-formaat kan aan toevoegen.

### Profiel
Via hun profiel, stellen de leden zich voor aan de andere gebruikers.
De mogelijkheden op de profielpagina zijn gering: naast de persoonlijke beschrijving kunnen 24 foto’s en 5 webcam-video’s toegevoegd worden.
Via de veelgebruikte zoekmachine kan men via basiscriteria bepaalde profielen opzoeken.

### Chat
Skyrock.com beschikt ook over een IRC chatkanaal waar leden ‘tekstueel’ met elkaar kunnen spreken of een webcam-conversatie voeren.

## Successen en controverses
In september 2008 werd Skyrock.com door Alexa Internet geklasseerd in de top 10 van Franse internetsites (nr 3), in België (nr 6) en in Zwitserland (nr 8). Volgens het internationale studiebureau Comscore, is Skyrock.com wereldwijd het 7de sociale netwerk, met meer dan 21 miljoen bezoekers in de maand juni 2008.
In mei 2008 werd een Brusselse blog gesloten omdat daarin werd opgeroepen tot rellen in de hoofdstad. Bepaalde Amerikaanse journalisten hebben ook geprobeerd het fenomeen van de rellen in de Parijse Banlieue van 2005 te linken aan het gebruik van de Skyrock Blogs. De Franse staat heeft echter nooit een klacht ingediend tegen het gebruik van de blogs van Skyrock.com. Gezien het grote aantal berichten en bezoekers op de miljoenen blogs, blijven dit soort incidenten echter zeer beperkt.